# Ashton (Dakota del Sur)
Ashton es una ciudad ubicada en el condado de Spink en el estado estadounidense de Dakota del Sur. En el Censo de 2010 tenía una población de 122 habitantes y una densidad poblacional de 107,54 personas por km².

## Geografía
Ashton se encuentra ubicada en las coordenadas 44°59′35″N 98°29′57″O / 44.99306, -98.49917. Según la Oficina del Censo de los Estados Unidos, Ashton tiene una superficie total de 1.13 km², de la cual 1.13 km² corresponden a tierra firme y (0%) 0 km² es agua.

## Demografía
Según el censo de 2010, había 122 personas residiendo en Ashton. La densidad de población era de 107,54 hab./km². De los 122 habitantes, Ashton estaba compuesto por el 100% blancos, el 0% eran afroamericanos, el 0% eran amerindios, el 0% eran asiáticos, el 0% eran isleños del Pacífico, el 0% eran de otras razas y el 0% pertenecían a dos o más razas. Del total de la población el 4.92% eran hispanos o latinos de cualquier raza.